# رضى (إله)
رُضى أو رِضا أو في النقوش الصفائية رُضَو (rḍw) هو إله بارز في مجمع الآلهة العربية التي تعبدها قبائل شمال الجزيرة العربية في شبه الجزيرة العربية قبل الإسلام. أول ذكر له ورد في حوليات أسرحدون في أوائل القرن السابع قبل الميلاد. كان بمثابة إله قمري للحماية.

## أصل التسمية
أصل اسمه يعطي معنى "الرضا، حسن التصرف" إشارة إلى وظيفته كإله للحماية.

## شواهد

### عصر ما قبل الإسلام
تعود أقدم شواهد تذكر الإله رضى في حوليات آسرحدون الذي حكم الإمبراطورية الآشورية من 681 إلى 669 قبل الميلاد. تمت ترجمة الاسم حرفيًا إلى النص اللاتيني من النص الأكادي الأصلي باسم Ru-ul-da-aa-ú وهو مذكور بين آلهة العرب. ويعرفه التدمريون باسم أرسو، وفي نقش آرامي لاحق نجد اقتران أرسو/رضى بالإله السوريرشف ، وهو من آلهة الحماية، من الألفية الثالثة قبل الميلاد. تشير النقوش العربية الشمالية الموجودة في منطقة نجد إلى رضى وغيره من آلهة العرب، بشكل يعكس فكرة العرب عن نسبة الخير والشر إلى الآلهة. كالنقوش الذي يشير إلى رضى بعبارة: "برضى نكون" و"برضى ننتحب".

### العصر الإسلامي
ورد ذكر الإله رضى في كتاب الأصنام لهشام بن الكلبي. وقيل أن اسم عبد الرضى كان معروفاً في ذلك الوقت.  وعند الكلبي أنه ذَكَرَ بَعْضُ الرُّوَاةِ أَنَّ ‌رِضًى كَانَ بَيْتًا لِبَنِي رَبِيعَةَ بْنِ كَعْبِ بْنِ سَعْدِ بْنِ زَيْدِ مَنَاةَ. ثم جرى هدمه في صدر الإسلام.

## التفسيرات العلمية
كتب ديرك لانج أن رضى كان جزءاً من ثالوث الآلهة الذي يعبده اتحاد يوموئيل (Yumu´il) عند القبائل العربية الشمالية، والذين يعدهم بنو إسماعيل . وبحسب رأي لانج، كان رضى إله القمر ، ونهى إلهة الشمس ، وأتارسامين الإله الرئيسي المرتبط بالزهرة .
كما تم العثور على ثالوث من الآلهة يمثل الشمس والقمر والزهرة بين شعوب ممالك جنوب الجزيرة العربية (أوسان ومعين وقتبان وحضرموت) بين القرنين التاسع والرابع قبل الميلاد. حيث كان الإله المرتبط بالزهرة هو عثتر ، وكانت إلهة الشمس "شمس"، وكان إله القمر يسمى ود وعم وسيان.

## أنظر أيضا
- أوروتالت
- ذو الشرى
- أرسو

## فهرس
- Hoyland، Robert G. (2001)، Arabia and the Arabs: from the Bronze Age to the coming of Islam (ط. Illustrated, reprint)، Routledge، ISBN:9780415195355
- Lange، Dierk (2004)، Ancient kingdoms of West Africa: African-centred and Canaanite-Israelite perspectives : a collection of published and unpublished studies in English and French، J.H.Röll Verlag، ISBN:9783897541153 (at Google Books)
- Lipiński، Edward (2000)، The Aramaeans: their ancient history, culture, religion (ط. Illustrated)، Peeters Publishers، ISBN:9789042908598
- al-Kalbi، Ibn (2015)، Book of Idols، ترجمة: Faris، Nabih Amin، Princeton University Press، ISBN:978-1-4008-7679-2